# Castillo de San Fernando (Berga)
El Castillo de San Fernando es un castillo situado bajo la montaña de Queralt en la parte alta de la población de Berga, perteneciente a la comarca catalana del Bergadá, en la provincia de Barcelona. Está incluido en el Inventario del Patrimonio Arquitectónico de Cataluña y protegida como Bien Cultural de Interés Nacional.

## Historia
Con mucha probabilidad, el castillo de Berga se encuentra edificado sobre lo que los cronistas romanos del siglo II a. C. llamaron castrum vergium: una construcción defensiva de los íberos de la zona. Bajo el amparo de esta edificación militar crece lo que con el tiempo llegaría a ser la ciudad de Berga y, recíprocamente, con el crecimiento de la ciudad también lo hizo el castillo en dimensiones e importancia. Documentado en 1095, en el año 1190 pertenecía de los señores de Berga. A lo largo de este siglo y del siglo XIII se amplió considerablemente y durante el siglo XIV sus murallas se conectaron con las de la villa de Berga a la vez que se construía una nueva iglesia gótica que fue destruida en el siglo XVII. Durante toda la época moderna fue escenario de conflictos y asaltos y hubo que reconstruirlo de nuevo en el siglo XVIII y otra vez en el siglo XIX, al convertirse Berga en escenario de las guerras carlistas. A finales de este mismo siglo el ejército español lo cedió al ayuntamiento y éste lo vendió en 1928 a unos particulares. En 1940 se convirtió en zona residencial y se construyó un hotel, transformando el esquema inicial de la fortificación. En 1988 fue adquirido por el consejo comarcal del Bergadá que la transformó en su sede. Ahora se llama Castillo de San Fernando.

## Descripción
Se trata de un castillo medieval situado sobre el casco antiguo de la actual ciudad de Berga, sobre una colina defendido de forma natural por un arroyo en el norte y un desnivel pronunciado en el sur. En un documento conservado del siglo XVIII se critica el mal estado del castillo y se le califica de ruinoso e inadecuado para la defensa de la población. En 1928 fue vendido a un empresario particular, en ese momento aún conservaba toda la estructura y las principales edificaciones. En 1940 fue destruida en gran parte su estructura arquitectónica original, al querer convertir la zona y la edificación en un centro turístico. En la actualidad solo quedan unos trozos de muro de 9 metros de longitud, 2 de altura y 0,5 cm de espesor, en uno de los puntos más elevados de la fortaleza, en el lugar llamado Bonete: se trata de muros caracterizados por un aparato constructivo bastante irregular formado por piedras poco trabajadas a excepción de las cantoneras, donde se conservan unos sillares. Algunos obreros que trabajaron en la remodelación recuerdan la existencia de tumbas en el lugar donde actualmente se encuentra la piscina. El paramento es de una base de piedras de diversas medidas dispuestas en hiladas y unidas con mortero.
En 2001 se llevó a cabo una prospección arqueológica en varios puntos del Bergadá enmarcada en el proyecto: «Evolución del Poblamiento en la llanura central del Berguedà desde la época bajo imperial romana hasta la Alta Edad Media» de la UAB. Este proyecto tenía por objetivo estudiar la evolución del poblamiento durante la transición a la Edad Media en esta área geográfica, mediante el estudio de la documentación escrita de época condal, el estudio de la toponimia y la prospección como herramienta para localizar potenciales yacimientos y arqueológicos. Uno de los enclaves de importancia a tener en cuenta era este yacimiento, el cual se encontró muy transformado y no se pudieron detectar restos de las fortificaciones de época medieval. Aun así, se recogieron dos muestras distintas que aportan casi un centenar de fragmentos cerámicos entre las dos; la menos numerosa corresponde a la superficie del mismo castillo, un sector bien delimitado por carreteras y calles que la rodean. Por otra parte, la muestra más abundante procede de los huertos que hay en la vertiente sur del castillo, bajo la carretera de Berga a San Lorenzo de Morunys. Ambas muestras coinciden en probar la ocupación altomedieval del asentamiento y su continuidad desde su origen, pero no se detectaron indicios de que constaten la ocupación antigua, siendo el siglo IX el momento más antiguo del que quedan restos y, por tanto, su supuesto momento de construcción.